# Батьки і діди (фільм, 1982)
Батьки і діди (рос. Отцы и деды) — радянський комедійний художній фільм 1982 року.

## Сюжет
Луков-дід (Анатолій Папанов), якому трохи залишилося до пенсії, залишився людиною енергійною і життєлюбною. Одного разу він вирішив довести оточуючим, що якщо у нього сивина в бороді, то біс в ребро стукне обов'язково, і, відповідно, його особисте життя ще тільки починається. Але коли була піднята тема одруження, Луков-син (Валентин Смирнитський) сказав, що дідові одружуватися запізно — він же не камікадзе. Тоді і вирішив цей чоловік у повному розквіті сил, здатний зупинити бульдозер і зістрибнути з балкона, довести оточуючим, що все ще попереду і що він, якщо захоче, то зможе все, навіть одружитися…

## У ролях
- Анатолій Папанов — Олексій Павлович Луков-старший
- Валентин Смирнитський — Павло Олексійович Луков, син Олексія Павловича
- Олексій Ясулович — Олексій Павлович Луков-молодший, син Паші і Люсі, онук Олексія Павловича
- Галина Польських — Людмила Олександрівна Лукова, дружина Паші, мати Олексія, невістка Олексія Павловича
- Людмила Арініна — Віра Сергіївна Попова, знайома Олексія Павловича, лікар, член жилкомісії виконкому
- Микола Трофімов — Семен Ілліч, друг дитинства і колега Олексія Павловича
- Лідія Кузнецова — Наталія, дружина Віктора, мама Маші, знайома Олексія Павловича
- Євген Лазарев — Микола, батько Маші, колишній однокласник і друг Паші
- Марія Піскунова — Маша, дочка Миколи, однокласниця і подруга Альоші
- Микола Мерзлікін —  Віктор, чоловік-п'яниця Наташі, батько Маші
- Вадим Андреєв — Михайло, бульдозерист
- Ірина Бобкова — Марія, дочка Наташі і Віктора
- Станіслав Коренєв — голова житлової комісії виконкому
- Валентин Брилєєв — член житлової комісії виконкому
- Микола Горлов — дід, який грає в доміно
- Юрій Маляров — міліціонер
- Володимир Андреєв — бігун
- Аркадій Інін — член житлової комісії виконкому
- Євген Марков — член житлової комісії виконкому
- Іван Марченко — дід, який грає в доміно

## Знімальна група
- Автори сценарію: Аркадій Інін, Юрій Єгоров
- Режисер-постановник: Юрій Єгоров
- Оператор-постановник: Олександр Ковальчук
- Художник-постановник: Микола Ємельянов
- Композитор: Марк Фрадкін
- Директор: Михайло Сапожников